# Enzo Khasz
Enzo Khasz (né le 13 août 1993 à Sète) est un joueur français de water-polo évoluant au poste de défenseur. 
Il a évolué en club au Cercle des nageurs de Marseille avec lequel il a été champion de France en 2015 et en 2016.
Il signe au P.A.N. pour la saison 2016-2017, club avec lequel il dispute la Len Euro Cup 2016-2017.  
Il est aussi membre de l'équipe de France de water-polo masculin avec laquelle il a disputé les Jeux olympiques d'été de 2016 à Rio.
Actuellement, l’international français est capitaine et titulaire de son club à Aix-en-Provence où il entraîne, en parallèle, l’équipe U15 des jeunes.